# Vladimir Ivanov
Volodymyr Timofiyovich Ivanov (em ucraniano:  Володимир Тимофійович Іванов; Gomel, 10 de setembro de 1940) é um ex-jogador de voleibol da Ucrânia que competiu pela União Soviética nos Jogos Olímpicos de 1968.
Em 1968, ele fez parte da equipe soviética que conquistou a medalha de ouro no torneio olímpico, no qual jogou em oito partidas.